# 易声禹
易声禹（1926年—2000年），男，湖南醴陵人，中国神经外科专家，曾任中国人民解放军第四军医大学教授、博士生导师。